# Hélio Castroneves
Hélio Castroneves (nacido Hélio Castro-Neves; Ribeirão Preto, Brasil,  10 de mayo de 1975) es un piloto brasileño de automovilismo de velocidad. Resultó ganador de las 500 Millas de Indianápolis en 2001, 2002, 2009 y 2021, empatando el récord histórico. También acabó segundo en 2003, 2014 y 2017, tercero en 2007 y cuarto en 2008.
De entre los pilotos que jamás obtuvieron un título en el automovilismo de monoplazas Indy en Estados Unidos, es el más victorioso con 30 triunfos obtenidos en la serie CART y la IndyCar Series. También consiguió un total de 93 podios y 51 pole positions en automóviles Indy. Fue subcampeón de la IndyCar en 2002, 2008, 2013 y 2014, tercero en 2003, 2006 y 2016, y cuarto en 2004, 2009, 2010, 2012 y 2017, mismo resultado que consiguió en la CART en 2001.
Castroneves compitió en automóviles Indy desde 2000 hasta 2017 con el equipo Penske. Luego corrió en el IMSA SportsCar Championship con dicha escudería, obteniendo el título en 2020. En la IMSA ha logrado diez victorias absolutas, incluyendo las 24 Horas de Daytona de 2021, 2022 y 2023, y en Petit Le Mans de 2022 y 2023.

## Biografía
Castroneves nació en São Paulo, Brasil, el 10 de mayo de 1975,  hijo del comerciante de automóviles Hélio Castro Neves y la ex maestra de escuela Sandra Alves de Castro Neves.  Tiene una hermana mayor, Katiucia, que es su gerente comercial.  En 1977, la familia se mudó a Ribeirão Preto,  un pueblo agrícola a unas 150 millas (240 km) al noroeste de São Paulo,  para permitir que su padre encontrara negocios en la próspera industria de procesamiento de etanol de la región.  Fue educado en el sistema escolar de São Paulo.  En 2000, cambió su apellido de Castro Neves a Castroneves para evitar que los medios lo identificaran erróneamente como "Helio Neves" o "Helio Castro".  Castroneves tiene una hija con su pareja de muchos años, Adriana Henao.

## Inicios de su carrera
Castroneves inició su carrera en el karting, fomentado por su padre, dueño de un equipo de la Stock Car Brasil. En 1989 ganó el Campeonato Nacional Brasileño de Karting. Esto lo incentivó a probar suerte en el automovilismo europeo, participando en 1990 en el Campeonato Mundial de Karting. En 1992, logró el subcampeonato en la Fórmula Vauxhall Brasileña.
Esto lo llevó a participar en la Fórmula 3 Sudamericana, donde en 1993 obtuvo el subcampeonato con cuatro triunfos y tres pole position. 1994 es el año del salto al profesionalismo definitivamente. Castroneves viajó a Europa, para participar en el Campeonato de Gran Bretaña de Fórmula 3 por el equipo Paul Stewart, donde en 1995 obtuvo el tercer puesto en el campeonato. Ese mismo año, fue tercero en el Masters de Fórmula 3.
Para 1996, se mudó a Estados Unidos para participar de la Indy Lights, la categoría escuela de la serie CART. Castroneves fue séptimo ese año con una victoria en Trois-Rivières y dos podios adicionales. En 1997 obtuvo el subcampeonato por detrás de su compañero de equipo en Tasman, Tony Kanaan, con tres triunfos (Long Beach, Savannah y Toronto, cuatro podios adicionales y cuatro pole positions en 13 carreras.

## CART (1998-2001)
Castroneves fue contratado por el equipo Bettenhausen de la serie CART para la temporada 1998. Con un segundo puesto en Milwaukee y un séptimo en Gateway como mejores resultados, finalizó 17.º y segundo mejor novato tras Kanaan. Pasó a competir por el equipo Hogan para 1999, año en que obtuvo su primera pole position en Milwaukee y concluyó 15.º con un arribo en segunda posición en Gateway y un quinto en Cicero.
En el año 2000 pasó al prestigioso equipo Penske de la CART en sustitución de Greg Moore, quien había sido fichado antes de fallecer en un choque en la última carrera de 1999. Castroneves anotó tres pole positions y ganó tres carreras en Detroit, Mid-Ohio y Laguna Seca, de manera que finalizó el año en séptima colocación. Su primera victoria en la categoría la festejó bajándose de su automóvil en la recta principal y trepándose en las rejas de contención que separan al público de la pista. Castroneves repetiría ese festejo desde entonces en cada victoria, lo que le valió que el periodista de ESPN John Kernan le pusiera el apodo Spider-Man. También en 2000 ganó el premio "Greg Moore" por su notable temporada y su carisma. En 2001, Castroneves terminó cuarto en el campeonato con tres triunfos en Long Beach, Detroit y Mid-Ohio.

## IndyCar: Cuatro victorias en Indianápolis
También en 2001, Castroneves formó parte del grupo de participantes de la CART que se inscribió en esa carrera, que desde 1996 era puntuable para la IndyCar Series, la categoría rival de la CART. Compitió en Phoenix, donde abandonó, y ganó en su primera participación en las 500 Millas de Indianápolis, la carrera más importante del automovilismo mundial. En 2002, Castroneves acompañó a Penske en su traspaso de la CART a la IndyCar. Castroneves volvió a ganar las 500 Millas de Indianápolis, convirtiéndose en el piloto más joven en ganar esa carrera dos veces consecutivas (con 27 años) y el único en lograrlo en sus dos primeras participaciones. También ganó en Phoenix, llegó segundo tres veces y tercero en otras dos, resultando subcampeón por detrás de Sam Hornish Jr.
Con victorias en Gateway y Nazareth, cuatro arribos en segunda posición (incluyendo las 500 Millas de Indianápolis) y dos en tercera, Castroneves fue tercero en 2003. Al año siguiente, ganó la segunda carrera en Fort Worth, fue segundo en Homestead y tercero en tres ocasiones, de manera que quedó en cuarta colocación en el campeonato. 2005 fue un año más flojo para el brasileño: ganó una única carrera en Richmond y fue segundo en dos carreras, lo que sumado a varios abandonos lo dejaron en la sexta posición final.
En 2006, Castroneves volvió a disputar el título. Ganó cuatro carreras (San Petersburgo, Motegi, Fort Worth y Michigan) y arribó quinto o mejor en 9 de 14 carreras, de manera que finalizó tercero a dos puntos del campeón Sam Hornish Jr. y el subcampeón Dan Wheldon. 2007 fue otro año flojo, con una victoria en San Petersburgo, un segundo puesto en Sears Point y tres terceros lugares (uno de ellos en las 500 Millas de Indianápolis, donde además consiguió la pole position), que combinados con cinco abandonos y varios arribos lejos de la punta, le significaron quedar sexto en el certamen.
En 2008, Castroneves cosechó dos victorias en Sears Point y Chicagoland, ocho segundos puestos y 15 top 5 en 18 carreras. Sin embargo, dicha campaña resultó en un nuevo subcampeonato por detrás de Scott Dixon, quien obtuvo seis victorias y 12 podios.
En octubre de 2008, Castroneves fue acusado de evasión de impuestos y conspiración por 5,5 millones de dólares. El juicio le impidió participar de la primera fecha de la temporada 2009. Fue liberado de las cargos de evasión fiscal en abril de 2009, días antes de volver a las pistas en Long Beach, y del cargo de conspiración en mayo de ese año. Ese mes obtuvo la pole position y su tercera victoria en las 500 Millas de Indianápolis. Ese año ganó también en Fort Worth y fue segundo en Kansas y Edmonton. Sin embargo, cuatro abandonos y la ausencia en la primera fecha le significaron concluir la temporada en cuarto lugar.

## IndyCar: Década de 2010
En 2010, Castroneves venció en Barber, Kentucky y Motegi, y llegó quinto o mejor en seis ocasiones, de manera que terminó cuarto en el campeonato.
El brasileño llegó entre los diez primeros en solamente siete carreras de 2011, con dos segundos lugares y un cuarto como mejores actuaciones. Concluyó el año sin victorias en 11.º lugar, su peor resultado desde 1999 en ambos campos. En 2012, Castroneves volvió a lo más alto del podio en San Petersburgo y Edmonton, más un tercer puesto, un cuarto, un quinto y cuatro sextos, quedando así cuarto en el campeonato.

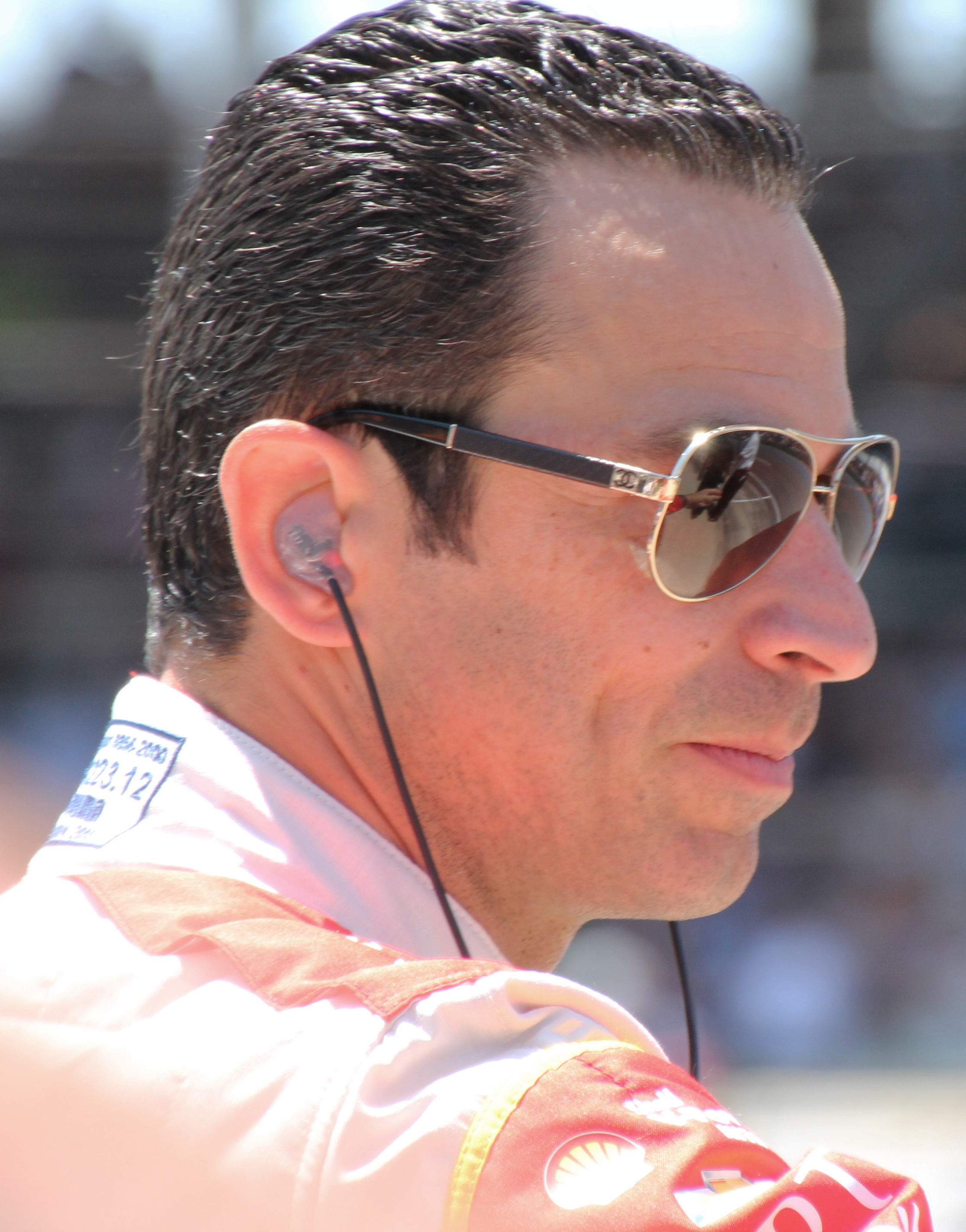
Castroneves, 2015

Castroneves obtuvo en 2013 una victoria, cinco podios y 16 top 10 en 19 carreras. Disputó el título hasta la última fecha, terminando subcampeón por detrás de Dixon.
En su 15.º año consecutivo como piloto de Penske, Castroneves ganó en Detroit 2, fue segundo en las 500 Millas de Indianápolis, las 500 Millas de Pocono y Toronto, y tercero en San Petersburgo y el Gran Premio de Indianápolis. Sin embargo, tuvo malas actuaciones en las cinco fechas finales, por lo que resultó subcampeón por cuarta vez en su carrera en automóviles Indy, esta vez frente a su compañero de equipo Will Power.
En 2015, durante los entrenamientos de la 99 edición de las 500 Millas de Indianápolis, Castroneves sufrió un espectacular accidente del que afortunadamente salió ileso. En el transcurso de la temporada, Castroneves obtuvo tres segundos puestos, dos terceros y un cuarto, finalizando quinto en el campeonato.
Castroneves no consiguió victorias en la IndyCar 2016, pero acumuló cuatro podios y ocho top 5 en 16 carreras, que le permitieron alcanzar la tercera posición de campeonato, por detrás de sus compañeros de equipo Will Power y Simon Pagenaud. En 2017, Castroneves ganó en Iowa y llegó nueve veces entre los diez primeros (destacando el segundo lugar en las 500 Millas de Indianápolis) para finalizar cuarto en la tabla de pilotos.
En 2018, el brasileño competirá en la IndyCar únicamente en las 500 Millas de Indianápolis.
En 2021, resultó vencedor de las 500 Millas de Indianápolis consiguiendo así su cuarto triunfo en la competición por delante del español Alex Palou y el francés Simon Pagenaud

## Sport prototipos
En 2007 y 2008, Castroneves participó en las principales carreras de resistencia de Estados Unidos. En la Grand-Am Rolex Sports Car Series, fue noveno en las 24 Horas de Daytona de 2007 por el equipo Shank y tercero en 2008 por Penske. En la American Le Mans Series, llegó quinto en las 12 Horas de Sebring de 2007 por Penske, resultó cuarto y ganador de la clase LMP2 en la Petit Le Mans 2008, y quedó sexto en Laguna Seca ese mismo año.
Penske fichó al brasileño para competir en el IMSA SportsCar Championship con un prototipo Acura ARX-05 oficial, acompañado de Ricky Taylor. Triunfó en Mid-Ohio pero logró solamente dos podios, de modo que resultó 12.º en el campeonato de pilotos y séptimo en el campeonato de equipos. En 2020 acumuló tres victorias y un segundo puesto, resultando campeón junto a Taylor.
En 2021 logró la victoria absoluta en las 24 Horas de Daytona con un prototipo Acura del equipo de Wayne Taylor.
En 2022, volvió a participar de la IMSA con un prototipo Acura, triunfando en las 24 Horas de Daytona y en Petit Le Mans para el equipo Meyer Shank Racing. El piloto repitió ambos triunfos en 2023.

## Otras actividades
Castroneves disputó la International Race of Champions desde 2002 hasta 2005. En 2010 y 2011 corrió el Gran Premio de Surfers Paradise del V8 Supercars australiano con un Ford Falcon, acompañando a Tim Slade. En 2012 participó en la fecha final del Stock Car Brasil con un Peugeot 408. En 2013 participó en la carrera callejera de su Ribeirão Preto natal, también con un Peugeot 408, pero tuvo un fuerte choque en las prácticas y no siguió en la prueba.
El brasileño representó a Latinoamérica en la Carrera de Campeones de 2017 y 2018, y a Brasil en 2019.
Asimismo, ha competido en varias carreras de la Superstar Racing Experience, logrando una victoria en Five Flags 2022.